# Bitwa nad rzeką Sagras
Bitwa nad rzeką Sagras (Sagros) – bitwa stoczona nad rzeką Sagras między Grekami z kolonii południowoitalskich (Wielka Grecja) - Lokryjczykami i Regiończykami z jednej strony a Krotończykami z drugiej. 
Dokładna data bitwy nie jest znana, przypuszcza się, że miała ona miejsce jeszcze przed wojnami perskimi, czyli w drugiej połowie VI wieku p.n.e.
Wojska Lokrów i Regionu miały liczyć 10 tysięcy żołnierzy, Krotonu natomiast – aż 130 tysięcy. Bitwa zakończyła się zwycięstwem sprzymierzonych i masakrą oddziałów krotońskich. Jak głosi legenda, sojusznicy odnieśli zwycięstwo dzięki pomocy boskich bliźniaków Kastora i Polideukesa.
O bitwie tej wspominają w swoich dziełach m.in. Cyceron i Strabon oraz Plutarch w „Żywotach sławnych mężów”.